# Región Stuttgart

Logo

La Region Stuttgart (estado de Baden-Wurtemberg, Alemania, a veces traducida como Región de Stuttgart, aunque puede confundirse con el Regierungsbezirk Stuttgart, o Región Administrativa de Stuttgart) consiste en la ciudad de Stuttgart y los distritos vecinos circundantes de Ludwigsburg, Esslingen, Böblingen, Waiblingen y Göppingen. Aproximadamente 2,7 millones de habitantes viven en esta área (3.700 km²). De hecho, con 708 personas por kilómetro cuadrado, la Región Stuttgart es una de las áreas más densamente pobladas de Alemania. Region Stuttgart es gobernada por un parlamento electo directamente.
Con una ubicación central dentro de Baden-Wurtemberg y la Unión Europea, la Region Stuttgart es el centro de la vida económica, científica y política del suroeste de Alemania. El área tiene actualmente la densidad más alta de organizaciones científicas, académicas y de investigación de toda Alemania. El producto interior bruto de la Región Stuttgart era de 31.590 € per cápita en 1999. El índice de desempleo es solamente del 4,8 por ciento. La Región Stuttgart es uno de los centros económicos más importantes y más prósperos de Europa. Esto se debe no solamente a la influencia de destacadas empresas multinacionales, como DaimlerChrysler, Porsche, Robert Bosch, Celesio, Hewlett-Packard o IBM (todas ellas tienen sus sedes alemanas aquí), sino también a la influencia de empresas medianas de renombre en el mundo como Behr, Dürr, Kärcher, Märklin, Stihl y Trumpf. En total, se localizan en la Región Stuttgart aproximadamente 150.000 compañías.

## Región Administrativa de Stuttgart
No debe confundirse la Region Stuttgart con la Región Administrativa de Stuttgart.
El estado alemán de Baden-Wurtemberg se subdivide en cuatro regiones administrativas:
- Región Administrativa de Stuttgart
- Región Administrativa de Tubinga
- Región Administrativa de Karlsruhe
- Región Administrativa de Friburgo

La Región Stuttgart forma parte de la "Región Administrativa de Stuttgart" (Regierungsbezirk Stuttgart, 4 millones de habitantes, 11 000 km²).

## Área Metropolitana de Stuttgart
El Área Metropolitana de Stuttgart, según la definición de la Unión Europea, ni coincide con la Región Stuttgart ni con la Región Administrativa de Stuttgart.
El Área Metropolitana de Stuttgart comprende las siguientes ciudades:
- Región Stuttgart, 2,7 millones de habitantes
- Heilbronn, 120.000 habitantes, Distrito Administrativo de Stuttgart
- Schwäbisch Gmünd, 65.000 habitantes, Distrito Administrativo de Stuttgart
- Tubinga, 85.000 habitantes, Distrito Administrativo de Tübingen
- Reutlingen, 115.000 habitantes, Distrito Administrativo de Tübingen
- Pforzheim, 115.000 habitantes, Distrito Administrativo de Karlsruhe

y sus distritos vecinos.

## Mapas

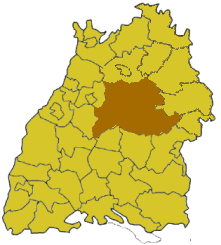
Región Stuttgart
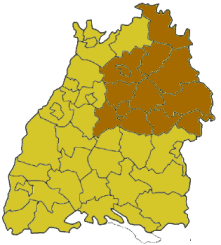
Región Administrativa de Stuttgart